# اچ‌ام‌اس ام۱۸
اچ‌ام‌اس ام۱۸ (به انگلیسی: HMS M18) یک کشتی بود که طول آن ۱۷۷ فوت ۳ اینچ (۵۴٫۰۳ متر) بود. این کشتی در سال ۱۹۱۵ ساخته شد.